# Оле К'єр
Оле К'єр (дан. Ole Kjær, нар. 16 серпня 1954, Коллінг) — данський футболіст, що грав на позиції воротаря.
Виступав, зокрема, за клуб «Есб'єрг», а також національну збірну Данії.
Чемпіон Данії. Володар Кубка Данії.

## Клубна кар'єра
У дорослому футболі дебютував 1974 року виступами за команду «Есб'єрг», у якій провів одинадцять сезонів, взявши участь у 282 матчах чемпіонату. Більшість часу, проведеного у складі «Есб'єрга», був основним голкіпером команди. За цей час виборов титул чемпіона Данії.
Завершив ігрову кар'єру у команді «Нествед», за яку виступав протягом 1986—1989 років.

## Виступи за збірні
У 1975 році залучався до складу молодіжної збірної Данії. На молодіжному рівні зіграв у 3 офіційних матчах, пропустив 3 голи.
У 1977 році дебютував в офіційних матчах у складі національної збірної Данії.
У складі збірної був учасником чемпіонату Європи 1984 року в Іспанії.
Загалом протягом кар'єри в національній команді, яка тривала 8 років, провів у її формі 26 матчів.

## Титули і досягнення

### Командні
- Чемпіон Данії (1):

«Есб'єрг»: 1979
- Володар Кубка Данії (1):

«Есб'єрг»: 1975-1976

### Особисті
- Футболіст року в Данії: 1978